# Puente Ferroviario de Alcácer do Sal
El Puente Ferroviario de Alcázar del Sal, también conocido por Puente de Alcázar o Puente de Alcázar del Sal es una infraestructura ferroviaria de la Línea del Sur, que cruza el Río Sado junto a la localidad de Alcázar del Sal en Portugal.

## Historia

### Antecedentes y planificación
Los primeros proyectos para la instalación de una conexión ferroviaria con el fin de servir la región del Valle del Sado contemplaban la construcción de la línea hasta Alcázar del Sal con una plataforma rodo-fluvial en el margen del río; posteriormente se pensó en continuar la Línea del Sado, como era entonces conocida, hasta enlazar con el Ferrocarril del Sur en Garvão, constituyendo una alternativa a aquella conexión ferroviaria.

### Construcción e inauguración
Las obras de la Línea del Sado se iniciaron en su extremo meridional en Garvão y continuaron hacia el norte hasta la margen izquierda del río Sado, donde se instaló una estación provisional para servir Alcázar del Sal; este tramo entró en servicio el 14 de julio de 1918. El 25 de mayo de 1920, se inauguró la definitiva de Estación de Alcázar del Sal en la orilla derecha, siendo atravesado el río por un puente provisional con grandes restricciones de uso. El 1 de junio de 1925, se abrió al tráfico el puente definitivo. El tablero metálico fue aportado por Alemania, como parte de las reparaciones de la Primera Guerra Mundial.

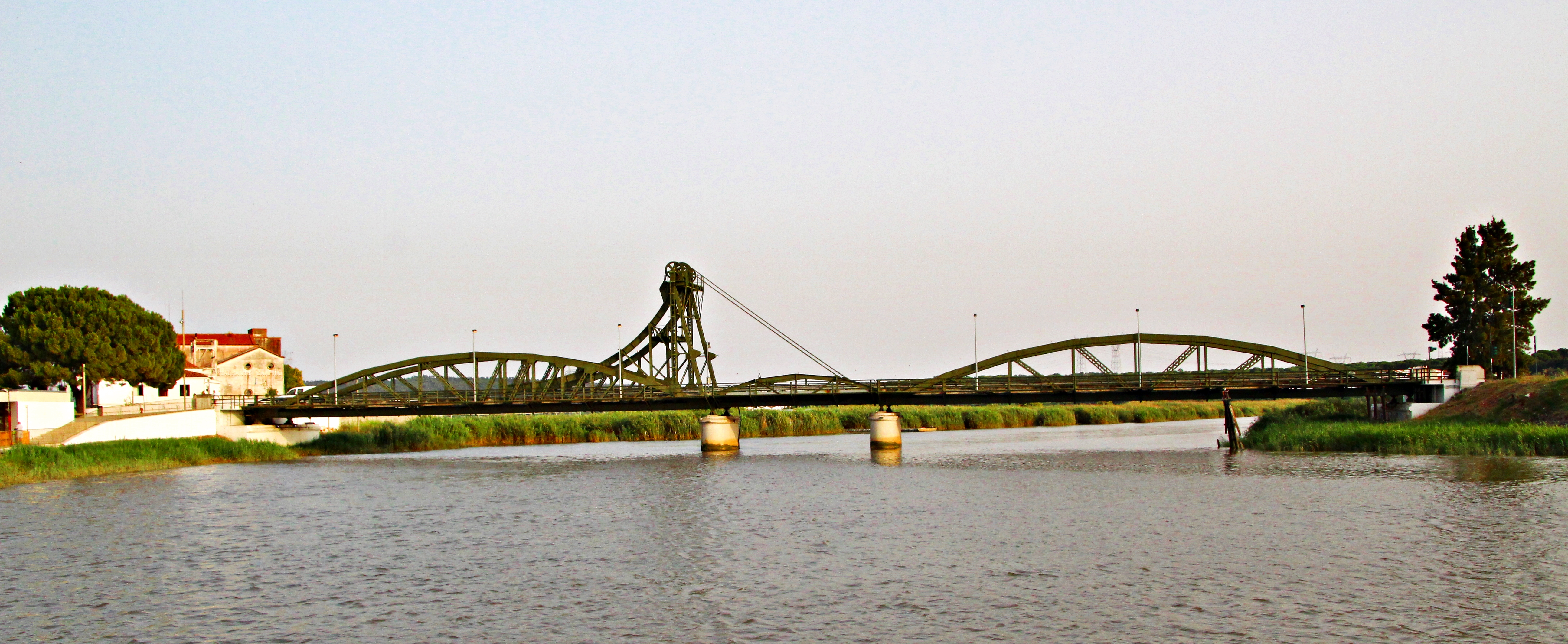
Puente Ferroviario de Alcácer do Sal

### Siglo XXI

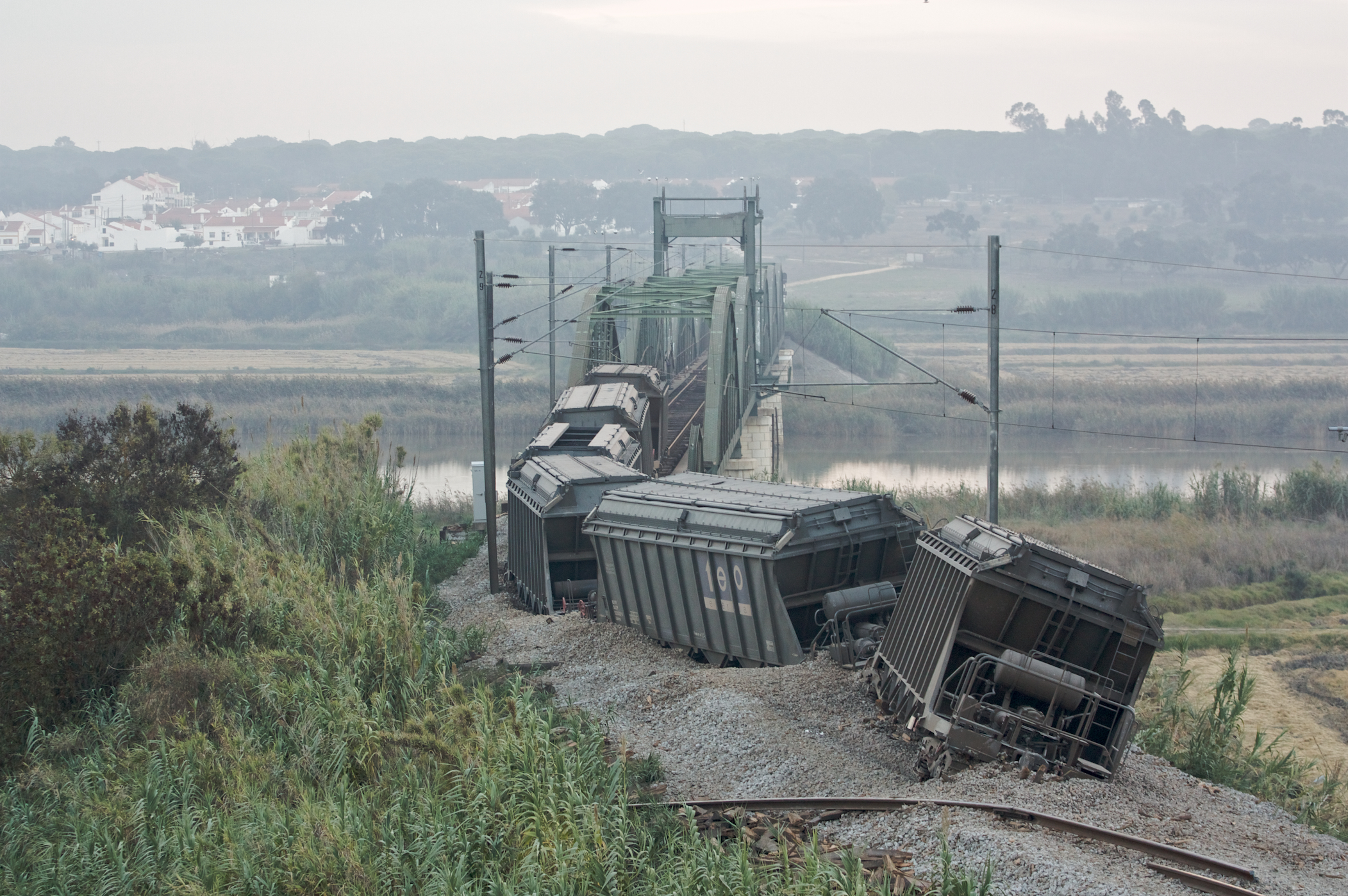
Descarrilamiento junto al puente en 2010.

El 26 de octubre de 2010 un servicio de transporte de carbón con destino a la Central Termoeléctrica de Pego descarriló junto al puente, siendo necesario realizar varias obras de reparación en la vía y en la estructura del puente. Durante de la intervención, que llevó cerca de tres semanas, la circulación ferroviaria estuvo suspendida en este tramo siendo necesario utilizar la variante de Alcázar.